# Богдановка (Тарутинский район)
Богдановка (укр. Богданівка) — село, относится к Тарутинскому району Одесской области Украины.

Село названо в честь молдавского и румынского писателя, поэта, филолога, публициста, историка Богдана Петричейку Хашдеу.
Население по переписи 2001 года составляло 471 человек. Почтовый индекс — 68533. Телефонный код — 4847. Занимает площадь 0,75 км². Код КОАТУУ — 5124789002.

## Местный совет
68533, Одесская обл., Тарутинский р-н, с. Богдановка, ул. Школьная, 30а